# به دنبال حقیقت
به دنبال حقیقت (آلمانی: Nichts als die Wahrheit) یک فیلم آلمانی در سبک درام به کارگردانی
رولاند سوسو ریشتر است که در سال ۱۹۹۹ منتشر شد.